# Jean Sibelius
Jean Sibelius (Hämeenlinna, 1865. december 8. – Ainola, Järvenpää, 1957. szeptember 20.) finn zeneszerző. A finn nemzeti zenekari muzsika megteremtője, országának legnagyobb zeneszerzője és még életében az ötvenedik születésnapját Finnország nemzeti ünnepévé nyilvánították.

## Származása

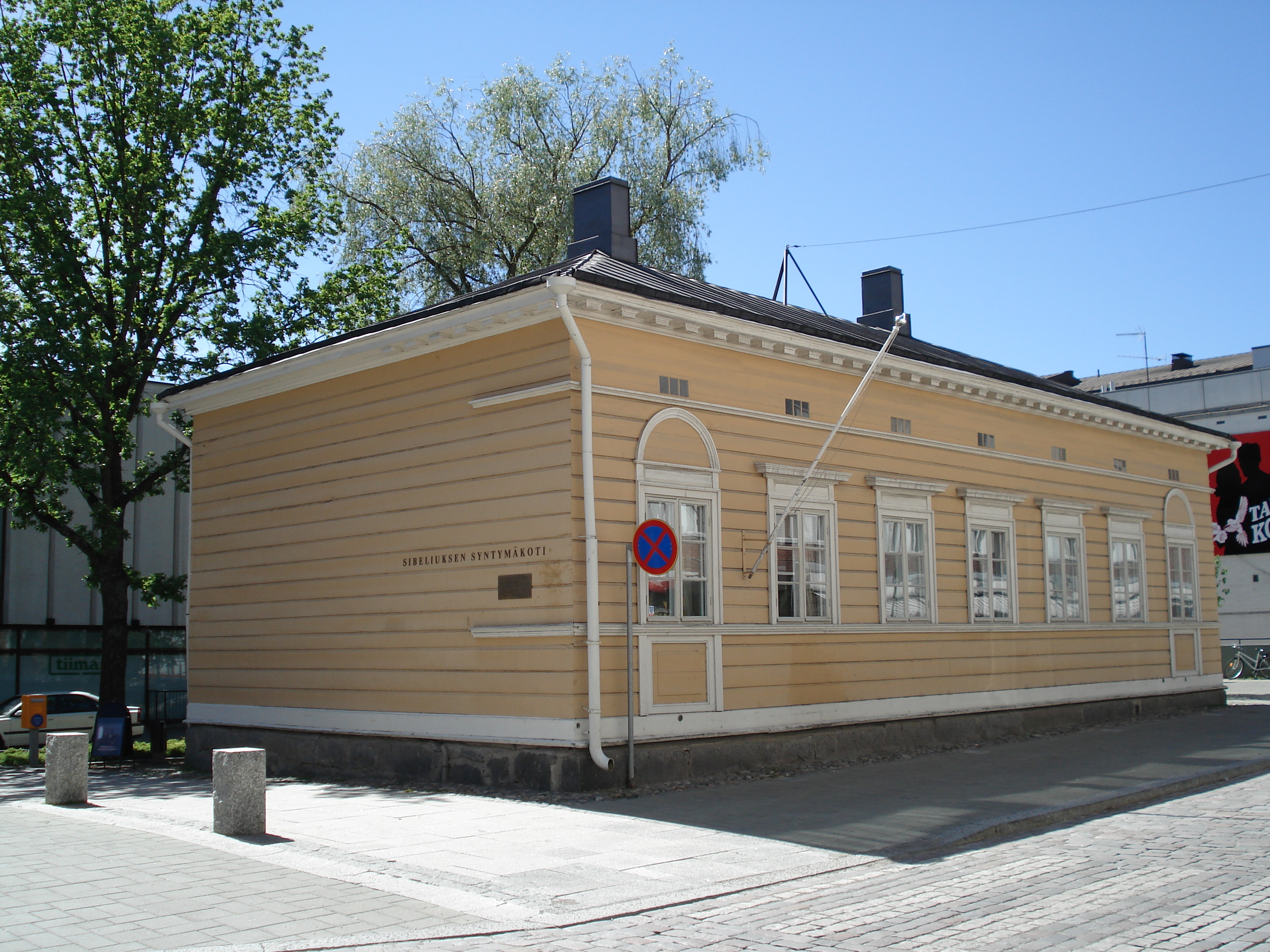
A szülőháza

Johan Julius Christian Sibelius szülei az Orosz Birodalomhoz tartozó Finnországban élő svédek voltak: édesapja, Christian Gustav Sibelius katonaorvos volt, édesanyja, Maria Charlotta Borg a három gyermeket nevelte a (ma Dél-Finnország tartományban található) kis helyőrségi Hämeenlinna városában. A későbbi zeneszerzőt svédesen Jannénak becézték otthon, amit tanulmányai idején a francia Jean alakra változtatott, és élete végéig ezt a formát tartotta meg. Miután apja kétéves korában kolerában meghalt, édesanyja egyedül nevelte a Sibelius testvéreket nagyanyja házában, de a nyarakat apai nagyanyjuk loviisai birtokán töltötték. Jean rendszeresen meglátogatta egyik agglegény nagybátyját Turkuban, aki nagy érdeklődést mutatott a zene és a csillagászat iránt, ennek hatására ő is érdeklődni kezdett a zene iránt.
Ősei részben finnek, részben svédek voltak, akik a középosztály szokásai szerint otthon svédül beszéltek. Jean nyolcévesen kezdett finnül tanulni, majd a gimnáziumban is az ország nyelvén oktatták. Kevés közeli barátja volt, nem szerette a nagy társaságot, annál inkább rajongott a természet szépségei iránt, ami élete végéig megmaradt. Rendkívüli képzelőerejű, ábrándozó gyermek volt, akit – a zenén kívül – leginkább a természettudományok és a matematika vonzott.

## Zenei tanulmányainak kezdete
Családja gyakran rendezett házi előadásokat, ami meghatározta, hogy a gyerekek énekelni tanultak, és valamilyen hangszeren játszottak. Jean kilencévesen zongorázni tanult, majd tizennégy-évesen hegedű órákat vett a helyi karnagytól. Tízéves volt, amikor Esőcseppek címmel darabot írt hegedűre és csellóra. Virtuóz hegedűjátékos szeretett volna lenni, ezért sokat gyakorolt. Érdekelték a zenei formák, így alaposan tanulmányozta Marx Zeneszerzéstan (Kompositionslehre) könyvét. Családja nem akarta, hogy „csupán” zeneszerző legyen, hanem valamilyen „rendes” polgári foglalkozást szántak neki, ezért 1885-ben beíratták a Helsinki Sándor Cári Egyetem jogi karára. Jean azonban egy év múlva véglegesen a zenei pálya mellett döntött; beiratkozott a Helsinki Zenei Intézetbe.

## Helsinki zeneintézeti évek
A Helsinki Zenei Intézetbe 1888-ban szerződtették zongoratanárnak a kiskorában csodagyerekként feltűnt, német–olasz származású Ferruccio Busonit,  aki hasonló korú volt, mint Sibelius, és Jean félénksége ellenére jó barátságba került vele. Busoni felismerte benne a tehetséget, és lelkesen propagálta az ifjú zeneszerzőt, segítette a nemzetközi megismertetését. További barátai Adolf Paul, és későbbi sógora; Armas Järnefelt voltak.
A zeneintézetben töltött utolsó félévben két művet is komponált: egy A-dúr vonóstriót és egy a-moll vonósnégyest.

## Berlini zeneakadémiai évek
1889-ben Paullal együtt Berlinbe mentek és ott folytatták zenei képzésüket. Paul önéletrajzi regényében Sillen néven emlékezett meg Sibeliusról, akit jóeszű, energikus, szenvedélyes, különc és nagyon tehetséges fiatalemberként írt le. Sibelius nagylelkűsége és bohémsége miatt Berlinben hamar elköltötte az ösztöndíját, így otthonról kellett támogatást kérnie. Az akadémián Albert Becker volt a tanára, akinek a tanítása nélkülözött minden képzelőerőt, és nem is bátorította Sibeliust. A Berlinben töltött idő legnagyobb haszna a koncertek hallgatása volt. Éppúgy eljutott Richard Strauss Don Juanjának bemutatójára, mint Bülow híres Beethoven-előadásaira, vagy a Joachim Vonósnégyes fellépéseire.
Sibelius Berlinben megismerkedett Robert Kajanusszal, aki a helsinki filharmonikusokat alapította és igazgatta. Berlinben vezényelte az Aino szimfóniát, melynek ő volt a zeneszerzője. Ez a szimfonikus költemény a finn nemzeti eposz, a Kalevala legendáira írt mű. Sibeliusnak tetszett a darab, és azonnal felkeltette érdeklődését a Kalevala iránt. Meglátta benne a romantikus zenei lehetőségeket.

## Megismerkedése Aino Järnefelttel
1890 nyarán visszatért Finnországba, ahol barátjával, Armas Järnefelttel és családjával töltötte a vakációt. Itt ismerkedett meg Järnefelt húgával, Ainóval, aki akkor még csak tizennyolc éves volt. A két fiatal egymásba szeretett, és titokban eljegyezte egymást. Aino apja tábornok és cári kormányzó, édesanyja művészetkedvelő arisztokrata volt. Testvérei: Arvid író, Eero festőművész lett. Ebből a műértő, arisztokratikus környezetből indult Sibelius Bécsbe.

## Bécsi tanulmányútja
Busoni hiába írt ajánlólevelet Brahmsnak, aki szokásához híven nem akarta tanítványává fogadni az ifjú zenészeket. Helyette Sibelius Goldmark Károlynál és Robert Fuchsnál tanult.
1891-ben visszatért Finnországba, és családi házukban, Loviisában töltötte a nyarat. Ebben az időben Oroszország még szorosabb felügyelet alá akarta vonni Finnországot. Ennek hatására a finnek, különösen a finn ifjúság tevékenyen fellépett az orosz törekvések ellen. Feléledt a finn nemzeti érzés, aminek hatása alá került Sibelius is.

## Hazai sikerek

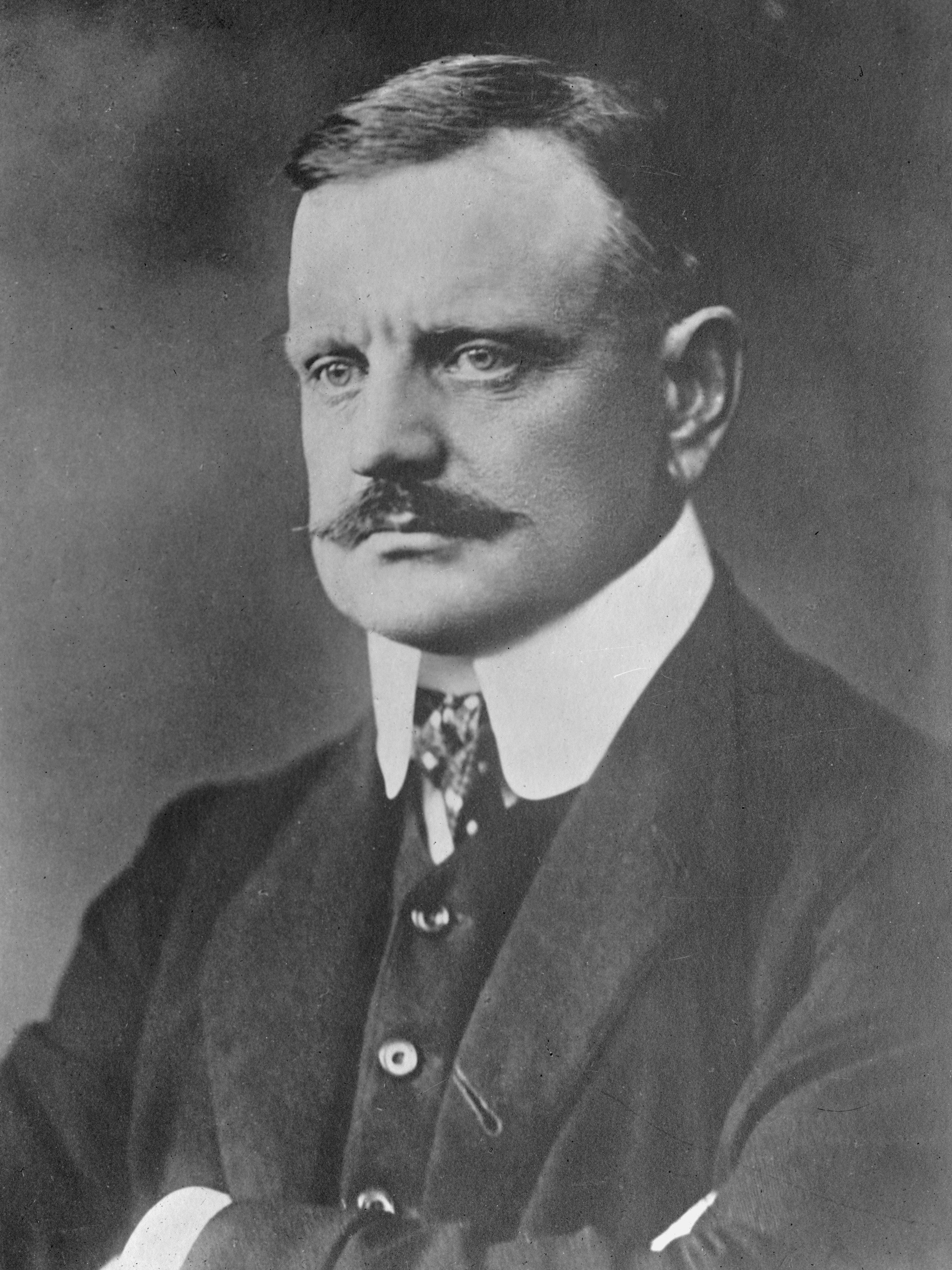
1913-ban

Hazaszeretetének kifejezésére a Kalevalához nyúlt. 1892-ben bemutatták a Kullervót, amelyet a helsinki szimfonikusok mutattak be, Sibelius vezényletével. A mű nagy sikert aratott, de a zeneszerző mégsem volt elégedett a művével, soha többé nem is engedte játszani.
A siker magánéletében is boldogságot hozott, elvette feleségül Aino Jårnefeltet, akivel Kelet-Karéliába utaztak nászútra. Sibelius állást kapott a Helsinki Zenei Intézetben.
A következő években a finn legendákat földolgozó zenekari művek sorát alkotta meg: En Saga (Monda), Karélia-szvit, Lemminkäinen-szvit, és 1899-ben a Finlandia. A Finlandia lett Finnország második himnusza, azóta is a legismertebb Sibelius-mű. Maga a művész nem ezt tartotta legjobb darabjának, hanem az I. szimfóniát. Országszerte híres zeneszerzővé vált, de gazdasági ügyeit szerencsétlenül intézte; 1897-től állami évjáradékot kapott, mert helyette Kajanus lett a zeneszerzés professzora az egyetemen. Kapcsolatba került a német Breitkopf & Härtel kiadóval, ez segített anyagilag jobb helyzetbe kerülnie.

## Nemzetközi sikerek
1900-ban a Helsinki Filharmonikus Zenekar európai hangversenykörúton népszerűsítették Sibelius műveit, melyekkel nagy sikert arattak. Axel Carpelan báró 5000 márkát biztosított a művész számára, hogy csak a komponálásnak élhessen, ebből a pénzből utazott Olaszországba. 1901-ben kezdte el a munkát a II. szimfóniáján, majd a Heidelbergben vezényelte a Lemminkäinen legendáját. Sibeliust zavarta a „nyüzsgő” fővárosi élet, ezért 1904-ben vidéki villát vásárolt magának Järvenpääban, haláláig itt lakott, de gyakran látogatott el a 30 km-re levő Helsinkibe is. 1905–1908 között többször járt Angliában, ahol a III. szimfóniáját vezényelte.

1908-ban orvosai rosszindulatú gégedaganatot állapítottak meg nála, amelyet Berlinben műtöttek meg.
Egy milliomos amerikai zenerajongó (Carl Stoeckel), a Bayreuthi Ünnepi Játékok mintájára Norfolkban zenei fesztiválokat rendezett, ennek meghívott vendége volt Sibelius 1914-ben. Hazautazása előtt a Yale Egyetemtől díszdoktori címet kapott.

## Az első világháború évei

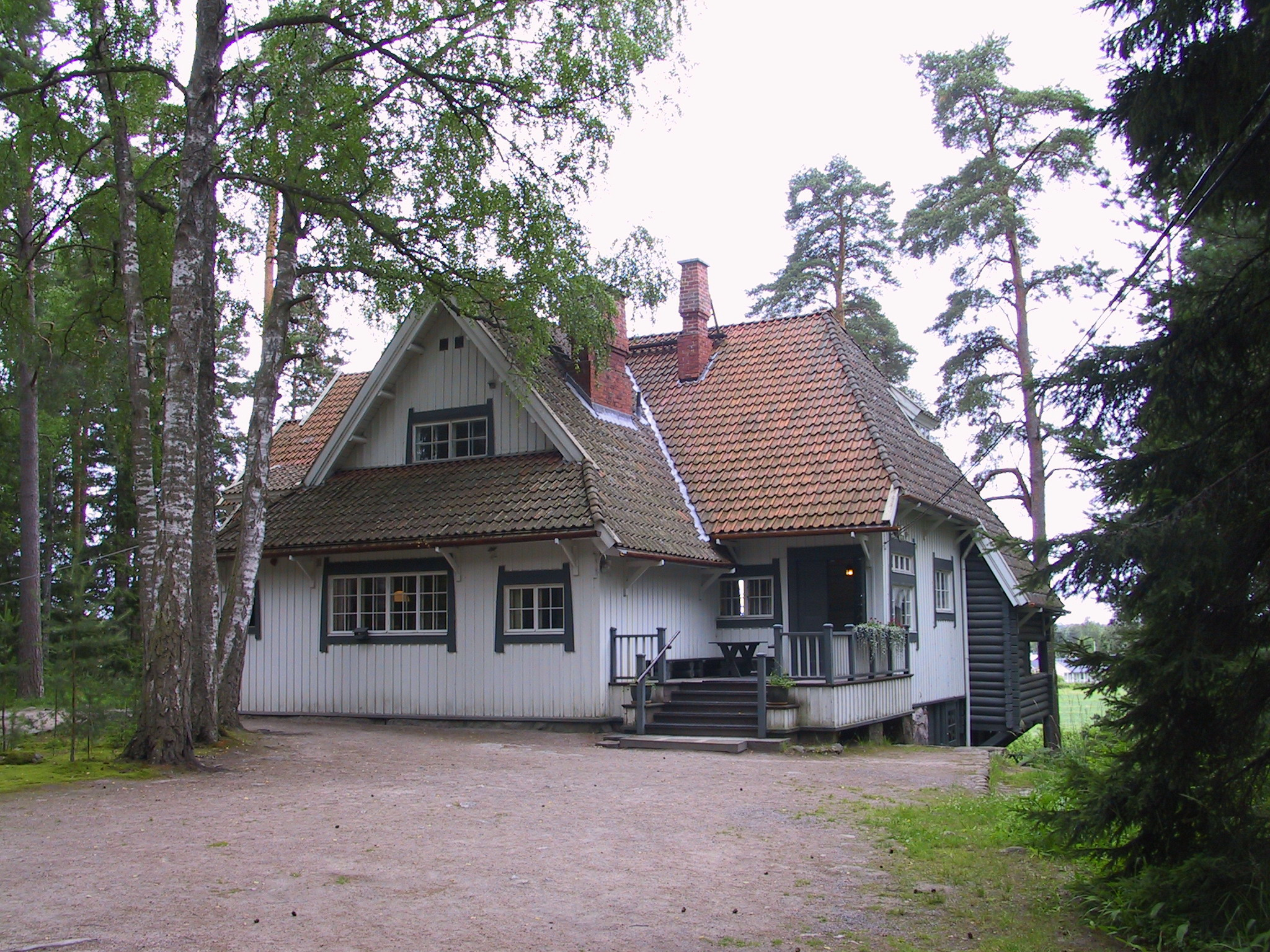
Ainola

1914-ben kitört az első világháború, ami mélyen aggasztotta Sibeliust, az egészsége sem volt rendben, ráadásul német kiadójával is megromlott a viszonya. Mindezek ellenére 1915-ben ötvenedik születésnapját nemzeti ünneppé nyilvánították, elhalmozták jókívánságokkal. Az ünnepségen maga vezényelte V. szimfóniáját, amely igen kedves emlékeket idézett fel számára édesapjáról. 1917–1918 nehéz év volt a finnek számára. Oroszországban kitört a forradalom, a zavargások átterjedtek Finnországra is. Sibeliusnál is házkutatást tartottak – hazafias érzelmei miatt – élete is veszélyben forgott. Különösen veszélyes volt vidéken élni, ezért családjával együtt Helsinkiben élő bátyjához költöztek. Végül a finnek kivívták függetlenségüket, a zeneszerző visszatérhetett Ainolába. Az 1920-as években több külföldi utat tett, megkomponálta utolsó szimfóniáit. 1926-ban megírta utolsó művét a Tapiolát, melyet még utoljára maga vezényelt.

## Järvenpäai csend
1926-tól nem alkotott több művet, bár nagyon zavarta, hogy az államtól kapott életjáradékért nem dolgozott meg. Zenészek és újságírók biztatták a VIII. szimfónia megkomponálására, de ez nem készült el. Hallgatásának egyik oka, hogy „hagyományos” zeneszerzőként nem vonzódott az ún. avangard zenéhez, amely ebben az időben bontakozott ki. Visszavonulásának másik oka, hogy barátja Axel Carpelan elhunyt, és Sibelius egyre többet küzdött az egyre súlyosabbá váló alkoholizmusával is. Ainolai „magányában” nem volt egyedül, öt lánya, unokái és dédunokái vették körül, akikkel sok kedves percet töltött.
1957. szeptember 20-án Helsinkiben az V. szimfóniáját adták elő, amelyen a családjának több tagja is részt vett. E napon kapott agyvérzést, amibe belehalt. Ravatala Helsinkiben volt, de testét szeretett Ainolájában helyezték örök nyugalomra.

## Művei

### Szimfóniái
- I. Szimfónia (Ensimmäinen) e-moll; No.1, Op.39 (1899)
- II. Szimfónia (Toinen) D-dúr; No.2, Op.43 (1902)
- III. Szimfónia (Kolmas) C-dúr; No.3, Op.52 (1906)
- IV. Szimfónia (Neljäs) a-moll; No.3, Op.64 (1911) (Eero Järnefeltnek)
- V. Szimfónia (Viides) Esz-dúr; No.5, Op.82 (1915)
- VI. Szimfónia (Kuudes) d-moll; No.6, Op.104 (1923)
- VII. Szimfónia (Seitsemäs) C-dúr; No.7, Op.105 (1924)

### Szvitek, szimfonikus költemények
- Karélia-szvit
- En Saga (Monda), szimfonikus költemény op. 9 (1892) átdolgozva (1901)
- Lemminkäinen-szvit, op. 22 (1893)
- Tavaszi dal, szimfonikus költemény (1894)
- Finlandia, szimfonikus költemény op. 26 (1899)
- Rakastava, szvit zenekarra (1911)

### Zongoradarabok
- F-dúr szonáta op. 12, (1893)
- Kyllikki op. 41, (1904)
- Bagatellek op. 34, (1913–16)

## Hangfelvételek
- Finlandia, Op.26 – Youtube.com, Közzététel: 2012. júl. 23
- Karélia, Op.11 – Youtube.com, Közzététel: 2013. márc. 27.
- Valse Triste, Op.44 – Youtube.com, Közzététel: 2011. máj. 25.
- Éjszakai lovaglás és napfelkelte – Youtube.com, Közzététel: 2011. aug. 23.
- Impromptu – Youtube.com, Közzététel: 2012. jan. 9.
- 1. szimfónia, Op.39 – Youtube.com, Közzététel: 2011. aug. 11.
- 2. szimfónia, Op.43 – Youtube.com, Közzététel: 2012. dec. 5.
- 3. szimfónia, Op.52 – Youtube.com, Közzététel: 2014. aug. 31.
- 4. szimfónia, Op.63 – Youtube.com, Közzététel: 2012. szept. 18.
- 5. szimfónia, Op.82 – Youtube.com, Közzététel: 2013. aug. 19.
- 6. szimfónia, Op.104 – Youtube.com, Közzététel: 2016. nov. 14.
- 7. szimfónia, Op.105 – Youtube.com, Közzététel: 2012. szept. 23.

## Kották
- Sibelius, Jean. International Music Score Library Project. (Hozzáférés: 2019. május 17.)